# Tylecodon bodleyae
Tylecodon bodleyae är en fetbladsväxtart som beskrevs av E. van Jaarsveld. Tylecodon bodleyae ingår i släktet Tylecodon och familjen fetbladsväxter. Inga underarter finns listade i Catalogue of Life.

## Bildgalleri

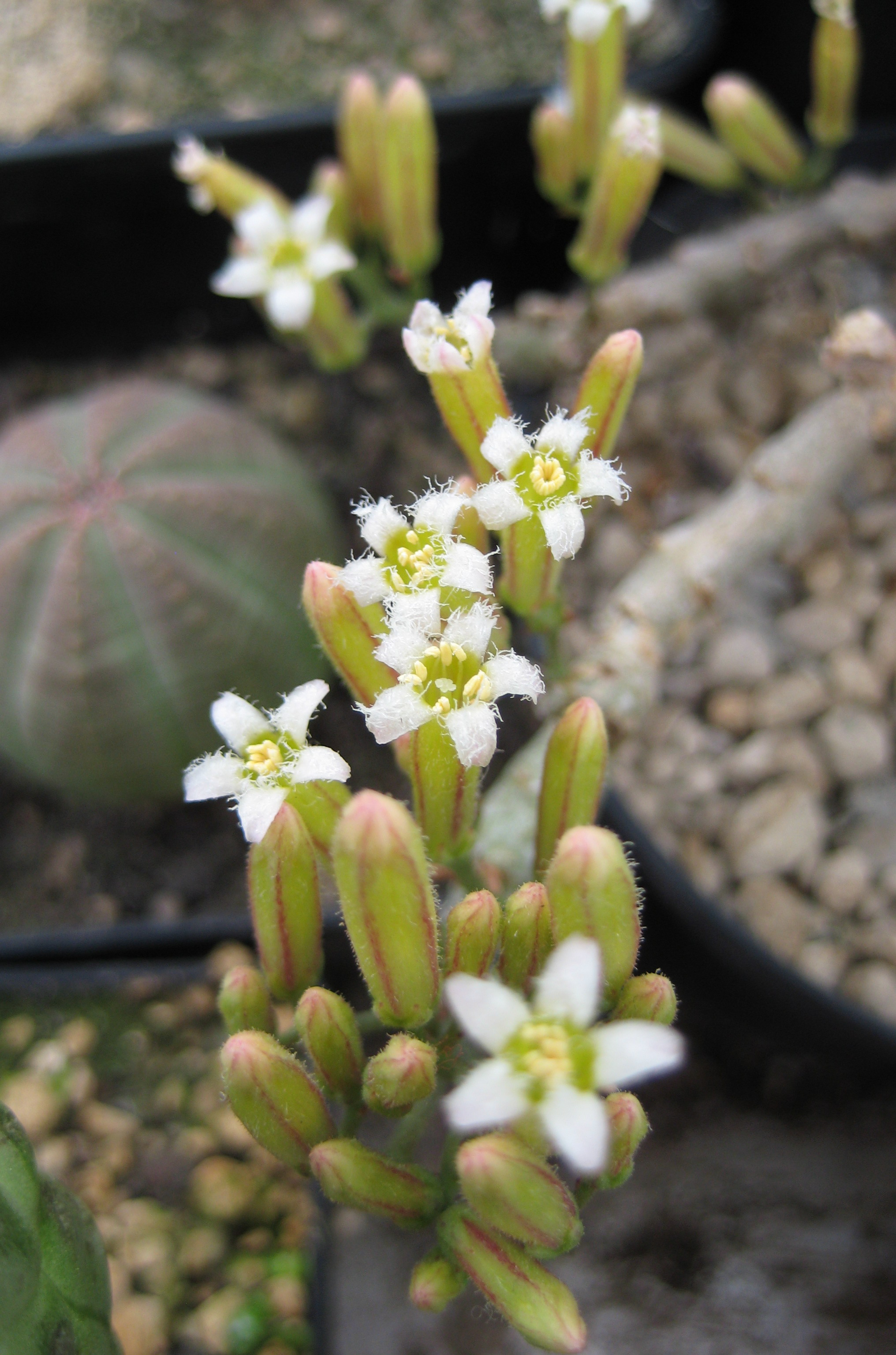